# Антонио Валенсия
Луис Антонио Валенсия Москера (на испански: Luis Antonio Valencia Mosquera) e еквадорски професионален футболист, външен полузащитник. 

## Кариера
Валенсия започва своята професионална кариера в Ел Насионал. За този клуб той записва 84 мача за първенство и бележи 20 попадения. След това крилото защитава цветовете на испанските ФК Виляреал (2 мача) и Рекреативо (14 мача и 1 гол), както и на английския Уиган Атлетик (83 мача и 9 гола). На 30 юли 2009 г. Валенсия подписва четиригодишен контракт с Манчестър Юнайтед. Трансферната сума, която „червените дяволи“ ще платят за халфа е 38 милиона паунда. Шампион на Еквадор за 2005 г. Дебютира за националния отбор през същата година, като има записани 38 мача и 15 попадения към юли 2009 г. Участник на Световното първенство в Германия през 2006 г. и в Копа Америка 2007. Бърз и техничен флангови футболист с добри голмайсторски качества. На Дебюта си за Манчестър Юнайтед срещу Бока Хуниорс Вкарва първия гол при загубата на Юнайтед с 1:4 за Приятелския Турнир Ауди Къп. След Това се доказва като титуляр от първите си мачове и показва много по-висока класа.